# Махат, Лейла Болатовна
Лейла Болатовна Махат — художник, куратор, галерист. Профессор кафедры «Живописи и скульптуры» Казахского Национального Университета Искусств. Доктор философии в области изобразительного искусства. Председатель кураторского совета Центра Современного Искусства «Куланши». Президент Евразийской Академии Искусств.

## Награды
- Орден «Курмет»
- Государственная награда за вклад в развитие искусства «20 лет независимости», Астана, Казахстан
- Почётный знак «За заслуги в развитии культуры и искусства» (26 ноября 2015 года, Межпарламентская ассамблея СНГ) — за значительный вклад в формирование и развитие общего культурного пространства государств — участников Содружества Независимых Государств, в реализацию идей сотрудничества в сфере культуры и искусства[2]
- Медаль имени Франца Кафки за вклад в развитие культуры и искусства, Прага, Чехия
- Диплом Азиатско-Тихоокеанского объединения живописцев, Токио, Япония
- Награда «За заслуги в развитии культуры и искусства» Международной Парламентской Ассамблеи, Москва, Россия
- Почетный Член Академии Изобразительных Искусств им. Масарика, Прага, Чехия
- Лауреат Европейского Союза Искусств
- Награда за достижения в искусстве и культуре — Golden Europea, European platter, Прага, Чехия

Лейла Махат является автором и куратором казахстанских и международных проектов. Выставки произведений художника проходили в музеях и галереях Казахстана, России, Соединенных Штатов Америки, Италии, Чехии, Словакии, Японии, Китая, Бангладеш, Индии, Нидерландов, Австрии, Германии, Молдовы, Турции, Словении, Латвии и Румынии.

## Картины находятся в коллекциях (публичные собрания)
- Государственном Музее Изобразительного Искусства им. А. Кастеева, г. Алматы, Казахстан
- Национальном Музее Республики Казахстан, Астана
- Музея Первого Президента, Астана, Казахстан
- Музея Изобразительного Искусства Министерства культуры Турции
- Исторического Музея Муниципалитета Ульдинген, Германия
- Государственного Музея Изобразительного Искусства Молдавии, Кишинев, Молдова
- Галереи «Арт 21», Мюнхен, Германия
- Галереи «САРАЙ», Берлин, Германия
- Галереи «Five+Art», Вена, Австрия
- Коллекции фонда Кишо Курокава, Токио, Япония
- Галереи Токийского Университета Искусств
- Центра Современного Искусства, Гуанчжоу, КНР, а также в частных коллекциях в Казахстане, США, Турции, Германии, России, Великобритании, Бельгии[5], Индии, Австрии, Японии, Чехии и других стран.

## Проекты
- «ART FORUM KULANSHI», Астана, Казахстан, 2006—2012
- «KünsteWoche» Фестиваль Йестебург, Германия, 2005, 2006
- «International» Фестиваль Искусств в Измире, Турция, 2004
- «Silk Road by Modern Art» — Галерея «Art 21», Мюнхен, Германия, 2006
- «Silk Road by Modern Art» — Арт Центр Берлин[нем.], Берлин, Германия, 2006
- «United Buddy Bear»[6] — Германия, международный проект
- "Bangladesch Art Biennale ", Дакка, Бангладеш, 2012
- «ART EXPRESS», Берлин-Будапешт, Венгрия 2008—2009
- «The IIC Experience: Festival of The Arts», International Art Festival, Нью-Дели, Индия, 2013
- «ART in ENERGY», Kunsttempel, г. Кассель, Германия, 2012
- «New Silk Roads: Painting Beyond Borders», Сингапур, 2015
- «Beijing International Biennale», Пекин, Китай, 2015
- «Made in Astana», Астана, Казахстан, 2016—2018
- «Art Circle» Международный Фестиваль Искусств, Горишка Брда, Словения, 2017—2019
- «Astana Street Art», Астана, Казахстан, 2018—2019
- «Artbasel Artweeks. MIAMI 2.0», Artbox project, Майами, США, 2019
- « V Beijing International Art Biennale», г. Пекин, Китай, 2013
- Asia Creation Art, г. Токио, Япония, 2013
- IV Международное Биеннале прикладного искусства Академии художеств Узбекистана, г. Ташкент, Узбекистан, 2023
- «Kazakhstan — the heart of Eurasia», г. Прага, Чехия, 2013

## Персональные выставки
- «Leyla Mahat: Paintings and Graphic Works» галерея Five Plus ArtGallery, г. Вена, Австрия, 2016
- «Te nu es esmu»/«Here I am» Лиепайский музей истории и искусства, г. Лиепа, Латвия, 2018
- «ZWISCHENWELTEN»/ «Между мирами» Дворец Порция, г. Вена, Австрия, 2015
- «Grosse Steppe zu Besuch bei den weisen Bergen» Государственный Музей Лихтенштейна, Лихтенштейн, 2017
- «Leyla Mahat: Nebo in Zemlja» Государственный Университет Марибор, г. Марибор, Словения, 2017
- «HERE I AM» Художественная галерея Galateca Gallery, г. Бухарест, Румыния, 2019
- «Evil Eye» Выставочное пространство COORE, г. Вена, Австрия, 2020
- Персональная выставка «Аспан мен Жер. Небо и Земля» Дворец мира и согласия, г. Астана, Казахстан, 2016
- Персональная художественная выставка «LEYLA MAHAT» Галерея Raart, г. Алматы, Кахастан, 2022
- «АЛТЫН ИГІЛІК — ҚАРА СӨЗ» Центр Современного Искусства «Куланши», г. Астана, Казахстан, 2020
- «В поисках зеленого цвета» Центр Современного Искусства «Куланши», г. Астана, Казахстан, 2012
- "ULYLYQQA TAGZYM. HOMAGE TO THE HIGHER. ПОСВЯЩЕНИЕ ВЫСОКОМУ Центр Современного Искусства «Куланши», г. Астана, Казахстан, 2018
- «Осындамын» Художественная галерея Forte Kulanshi Artspace, г. Астана, Казахстан, 2017
- «Koz timesim/Evil Eye/Оберег» Художественная галерея Forte Kulanshi Artspace, г. Астана, Казахстан, 2019
- «About Love. Leyla» Художественная галерея Forte Kulanshi Artspace, г. Астана, Казахстан, 2022
- «MENMIN» Художественная галерея Forte Kulanshi Artspace, г. Астана, Казахстан, 2024

## Образование
- Алма-Атинский государственный театрально- художественный институт, специальность «Декоративно-прикладное искусство», Алматы, Казахстан
- Алма-Атинский Институт Международной журналистики, Алматы, Казахстан
- Ленинградский институт живописи, архитектуры и скульптуры, специальность «Живопись», Санкт-Петербург, Россия
- Свободный университет Берлина. Freie Universität Berlin, специальность «Современное искусство», Берлин, Германия
- Муниципальная музейная академия, специальность «Музейное дело», Берлин, Германия
- York University USA, PhD, США, Филадельфия

## Карьера
- 2012—2013 ИО декана Художественного факультета Казахского Национального Университета Искусств, Астана, Казахстан
- 2013-2021- Доцент кафедры «Живопись и скульптура» Казахского Национального Университета Искусств, Астана, Казахстан
- 2021- по настоящее время — Профессор кафедры «Живопись и скульптура» Казахского Национального Университета Искусств, Астана, Казахстан
- 2015 по настоящее время — Visiting professor, Государственный Педагогический Университет, Ченстохова Польша
- 2012—2013 — Заместитель директора по научной и культурной деятельности — РГУ «Назарбаев центр»
- 2013-2014- Директор РГУ «Национальная Картинная Галерея Астана», Астана, Казахстан
- 2007 по настоящее время — председатель кураторского совета Центра Современного Искусства Куланши